# Estádio Neco Falcão
Estádio Neco Falcão é um estádio de futebol localizado no município de Poconé, no estado do Mato Grosso. O estádio foi inaugurado em 1 de março de 1970 em uma partida disputada entre o Comercial de Poconé e o Cacimba do Leite do Cuiabá, onde primeiro venceu por cinco a dois. A arena tem capacidade de aproximadamente cinco mil espectadores. Seu nome é uma homenagem a Manoel Gomes de Arruda, conhecido como Neco Falcão, que foi Prefeito Municipal em duas ocasiões.